# Galera (Granada)
Galera es un municipio español situado en la parte meridional de la comarca de Huéscar, en la provincia de Granada, comunidad autónoma de Andalucía. Limita con los municipios de Huéscar, Orce, Cúllar y Castilléjar. Cuenta con una población de 1116 habitantes (INE 2024).
El municipio galerino comprende los núcleos de población de Galera —capital municipal—, La Alquería, El Cura y Buenavista. Su entorno se compone de parajes tan dispares como los fértiles campos de cultivos, regados por ríos y manantiales, y los paisajes semiáridos y vacíos de las tierras baldías, plagados de restos fósiles y vestigios históricos del pasado. En su casco urbano se encuentran numerosas casas-cueva, tradicionales de las regiones del Sureste y Murcia.

## Geografía
| Noroeste: Huéscar              | Norte: Huéscar    | Noreste: Huéscar |
| Oeste: Castilléjar             | Puntos cardinales | Este: Orce       |
| Suroeste: Castilléjar y Cúllar | Sur: Cúllar       | Sureste: Orce    |

## Historia
En sus cercanías se encuentran dos importantes yacimientos arqueológicos; uno es de la Edad del Bronce, y se trata de un poblado de la cultura argárica en El Castellón Alto, donde se han excavado multitud de sepulturas en varias terrazas artificiales en un cerro de paredes verticales y dónde se ha descubierto un ser humano parcialmente momificado en la sepultura 121, conocido como el Hombre de Galera.

El otro yacimiento es la Necrópolis ibérica de Tútugi (en el Cerro del Real) que alberga distintos tipos de tumbas. El más frecuente de estos tipos es el que consta de una cámara rectangular, cubierta por un túmulo circular, a la que se llega a través de un largo pasillo. En estas tumbas se han hallado diversos objetos, como adornos, vasos griegos e iberos, armas, piezas de ajuar y figuras de barro y de alabastro. Si sitúan entre los siglos VI y III a. C.

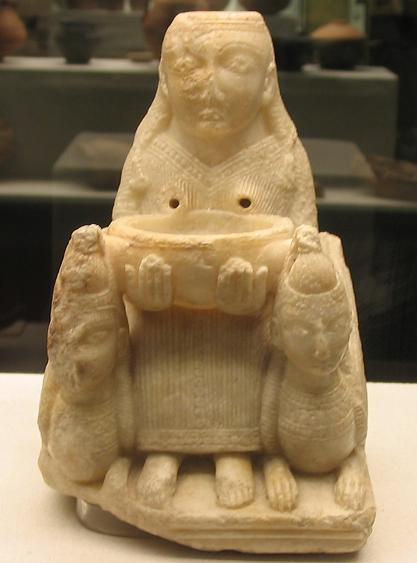
La Dama de Galera, exhibida en el Museo Arqueológico Nacional.

La Dama de Galera fue encontrada en este yacimiento y pertenece a la tumba n.º 20 (en la zona I), del siglo V a. C. Es una figurilla fenicia del siglo VII a. C. —semejante a otra que fue hallada en Cartago, norte de África—, hecha en alabastro, que probablemente represente a la diosa Astarté. La diosa está sentada entre dos esfinges y sostiene un cuenco al que vierte líquido por dos agujeros que tiene en los pechos. Se aprecia en la figura influencia mesopotámica por sus formas robustas. En cambio la estilización en el traje y los cabellos denotan influencias egipcias. Debido a su carácter de objeto sagrado, pasó por varias generaciones hasta su enterramiento final como parte de un ajuar funerario.
Mantuvo su importancia en la época romana como Tútugi, para posteriormente decaer en población durante la época visigoda y la árabe. En este último periodo se introdujo la sericicultura, haciéndose famosa la seda de Galera, producida por un gusano de seda que mediante la selección artificial llegó a crear su propia variedad hispánica, el llamado gusano de Galera o de Almería, importado por los mercaderes genoveses a través de ese puerto.
Fue conquistada en 1230 por el Arzobispo de Toledo, Rodrigo Jiménez de Rada. Y en 1324 el rey Ismail I de Granada, aprovechando la anarquía existente en Castilla por la minoría de edad del rey Alfonso XI de Castilla, recuperó en una rápida campaña las localidades de Huéscar, Orce, Galera y Baza.
Fue recuperada definitivamente por Castilla en tiempos de los Reyes Católicos, en 1488. Formó parte en la sublevación de los moriscos, siendo aplastada con la intervención personal de Don Juan de Austria, el cual tomó la ciudad asaltando una a una las casas-cueva que la formaban.
En el siglo XVI fue repoblada con familias procedentes principalmente de Valencia, Murcia y La Mancha.

## Demografía
Galera cuenta con una población de 1116 habitantes (INE 2024).
| Gráfica de evolución demográfica de Galera entre 1842 y 2021                                                        |
| |
| Población de derecho según los censos de población del INE Población de hecho según los censos de población del INE |

## Economía

### Evolución de la deuda viva municipal
| Gráfica de evolución de Deuda viva del Ayuntamiento de Galera entre 2008 y 2019                                |
| |
| Deuda viva del Ayuntamiento de Galera en miles de Euros según datos del Ministerio de Hacienda y Ad. Públicas. |

## Cultura

### Lugares de interés
Junto con los numerosos yacimientos arqueológicos ya citados destacan otros lugares de gran interés, como la iglesia de la Anunciación, del siglo XVI, que fue declarada Monumento Histórico Artístico Nacional; o el Puente de Hierro, construido a principios del siglo XX.

### Fiestas
Cuadrillas de Ánimas
Las cuadrillas de ánimas son agrupaciones musicales típicas de todo el Sureste español. Surgieron para ayudar a las almas a salir del Purgatorio, y se encargan de pedir donativos para ayudar a los pobres y misas.

## Hermanamiento
- Baza, España[11]